# Nanonycteris veldkampii
Nanonycteris veldkampii је врста слепог миша из породице великих љиљака (Pteropodidae).

## Распрострањење
Врста је присутна у Бенину, Гани, Камеруну, Либерији, Нигерији, Обали Слоноваче, Сијера Леонеу, Тогу и Централноафричкој Републици.

## Станиште
Врста Nanonycteris veldkampii има станиште на копну.
Врста је по висини распрострањена до 1.200 метара надморске висине.

## Угроженост
Ова врста није угрожена, и наведена је као последња брига јер има широко распрострањење.

### Популациони тренд
Популациони тренд је за ову врсту непознат.